# Внутренняя гряда Крымских гор

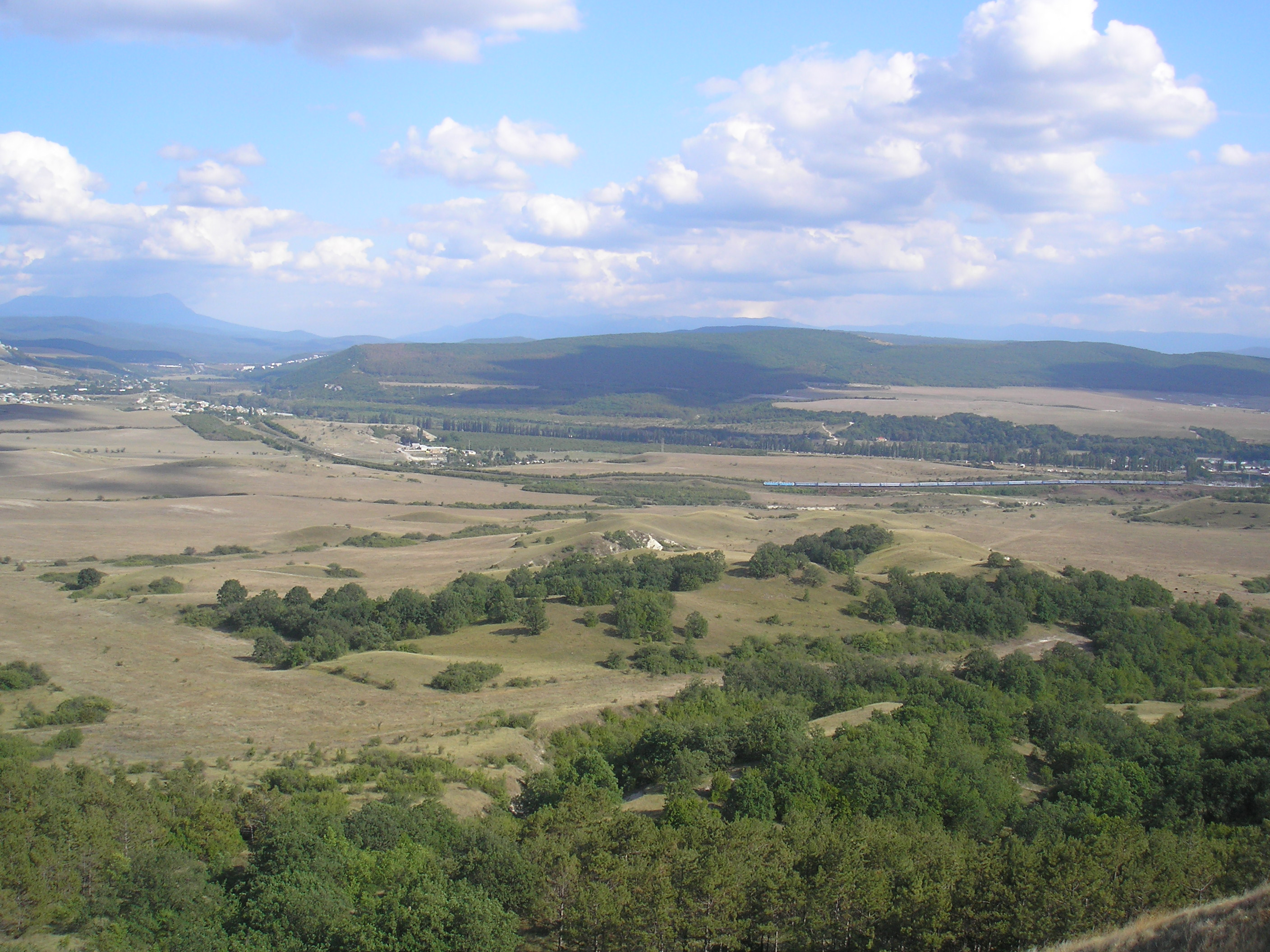
Вид на Внутреннюю гряду с вершины Внешней

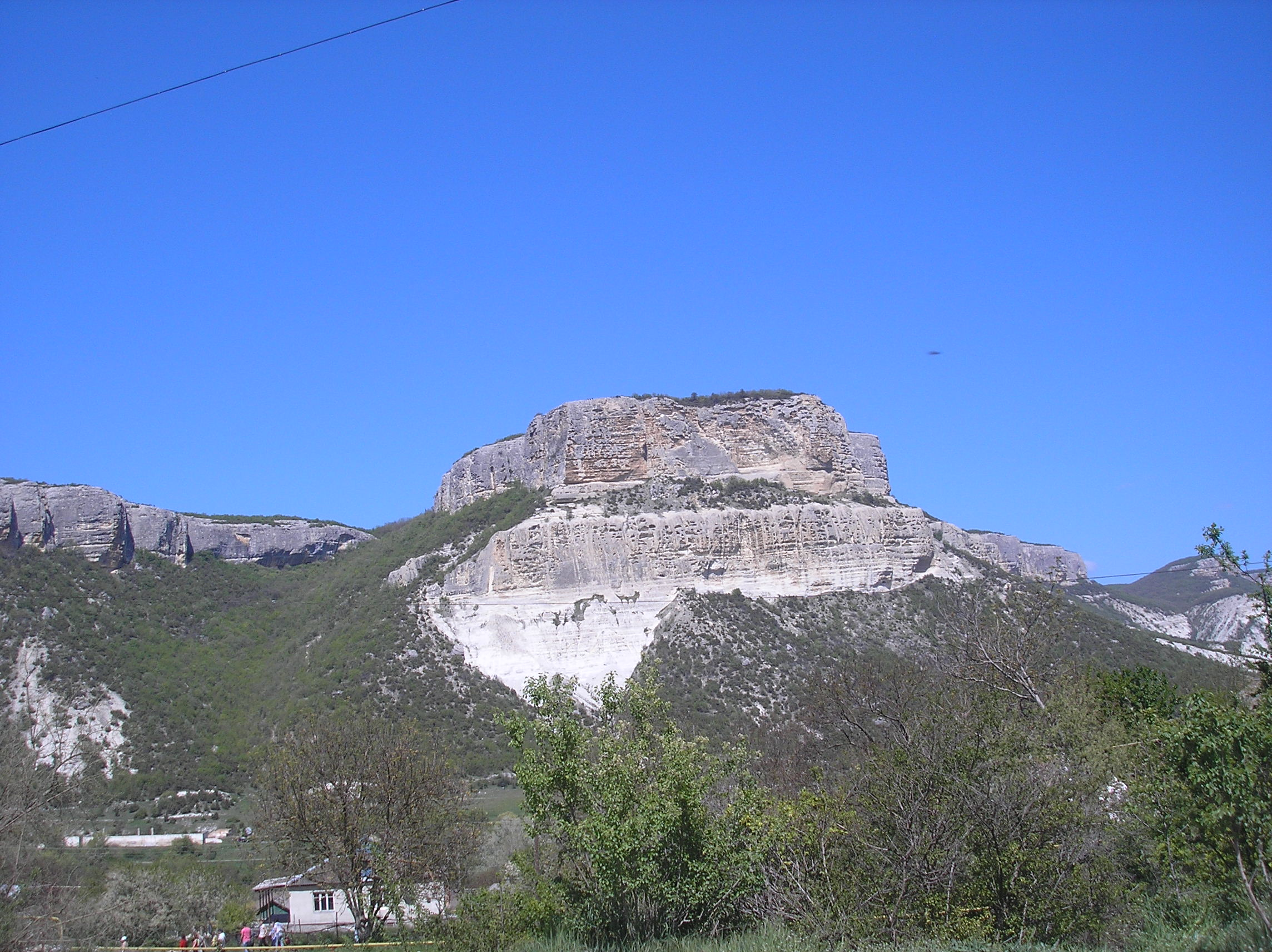
Скалы Внутренней гряды. Бельбекские ворота.

Вну́тренняя гряда́ Кры́мских гор (укр. Внутрішнє пасмо Кримських гір, крымскотат. Qırım dağlarınıñ içki sırası, Къырым дагъларынынъ ички сырасы) — одна из трёх гряд (средняя между Внешней, самой низкой, и Главной, самой высокой), образующих систему Крымских гор.

## География
Внутренняя гряда лежит севернее и северо-западнее Главной гряды, начинаясь от Меккензиевых гор в районе Севастополя и тянется на северо-восток до Белогорска, а далее на восток до горы Агармыш у Старого Крыма, на 125 километров. Высоты гряды колеблются в пределах 400—500 метров. От Главной гряды Внутренняя отделена внутренним продольным понижением, которое начинается Байдарской долиной и тянется через котловины, примерно по линии Терновка — Куйбышево — Трудолюбовка — Партизанское — Лозовое — Зуя — Белогорск — Богатое — Курское. Гряда наиболее выражена в от Балаклавы до Симферополя и от Белогорска до горы Агармыш, а севернее Долгоруковской яйлы это скорее наклонная равнина.

## Геология и рельеф
На всём протяжении Внутренняя гряда сложена эоценовыми нуммулитовыми известняками, а в юго-западной части, до долины Альмы, скалистые верхние слои — ещё и верхнемеловыми мшанковыми известняками, в связи с чем в этом районе она состоит из двух гребней. Внутренняя гряда рассечена речными долинами, в местах пересечения гребней гряды реками образовались глубокие ущелевидные отрезки долин — каньоны: Бельбекский — объявленный памятником природы и менее грандиозные — Качинский и Альминский. У Белогорска в гряде выделяется скала Ак-Кая, а на востоке, у села Богатое, в горном массиве Бурундук-Кая, расположена наибольшая вершина Внутренней гряды — гора Кубалач высотой 739 м. В западной части гряды в результате эррозионных и тектонических процессов. образовались горы-останцы, широко известные благодаря находившимся на них пещерным городам: Мангуп на горе Бабадаг, Тепе-Кермен и другие.
С запада и северо-запада Внутренняя гряда отделена продольной долиной от Внешней (или Третьей) гряды Крымских гор. В районах Инкермана и реки Альмы многие века ведётся промышленная разработка мшанковых известняков.